# Небојша Лековић
Небојша Лековић (Крагујевац, 25. септембар 1964) је српски политичар, правник, привредник. Бивши је председник Социјалдемократског савеза.

## Биографија
Основну и средњу школу је у родном Крагујевцу, где је касније и завршио Правни факултет Универзитета у Крагујевцу.
Небојша Лековић је обављао неколико високих функција у српском спорту, од којих се истичу функције: Председник Фудбалског савеза Србије и генерални секретар ФК Црвена звезда.
Током своје политичке каријере, Небојша Лековић је обављао више државних функција, међу којима су:
- Посланик у Народној скупштини Републике Србије, у четири мандата
- Посланик у савезној скупштини Савезне Републике Југославије
- Председник Одбора за правосуђе и управу Народне скупштине Републике Србије
- Председник Одбора за трговину и туризам Народне скупштине Републике Србије.